# New Jersey Drive
New Jersey Drive è un film del 1995 diretto da Nick Gomez, prodotto da Spike Lee.